# HK Olimpija 1983/84
V sezoni 1983/84 je HK Olimpija osvojila naslov prvaka v jugoslovanski ligi in uvrstitev v prvi krog pokala evropskih prvakov.

## Postava
| Vratarji | Vratarji                                        | Vratarji        | Vratarji    | Vratarji | Vratarji                    | Vratarji             |
| -------- | ----------------------------------------------- | --------------- | ----------- | -------- | --------------------------- | -------------------- |
| #        | Nar                                             | Igralec         | Boljša roka | Sez.     | Starost (rojstni dan)       | Kraj rojstva         |
|          | Socialistična federativna republika Jugoslavija | Zvonimir Bolta  |             | 1        | 21 let (17. maj 1962)       | Ljubljana, Slovenija |
|          | Socialistična federativna republika Jugoslavija | Domine Lomovšek |             | ?        | 29 let (13. september 1954) | Ljubljana, Slovenija |

| Branilci | Branilci                                        | Branilci      | Branilci    | Branilci | Branilci                    | Branilci             |
| -------- | ----------------------------------------------- | ------------- | ----------- | -------- | --------------------------- | -------------------- |
| #        | Nar                                             | Igralec       | Boljša roka | Sez.     | Starost (rojstni dan)       | Kraj rojstva         |
|          | Socialistična federativna republika Jugoslavija | Igor Beribak  |             | 1        | 19 let (18. maj 1964)       | Ljubljana, Slovenija |
|          | Socialistična federativna republika Jugoslavija | Tomaž Bratina |             | ?        |                             | Ljubljana, Slovenija |
|          | Socialistična federativna republika Jugoslavija | Dejan Burnik  |             | ?        | 20 let (25. marec 1963)     | Ljubljana, Slovenija |
|          | Socialistična federativna republika Jugoslavija | Jože Kovač    |             | ?        | 21 let (23. september 1961) | Ljubljana, Slovenija |
|          | Socialistična federativna republika Jugoslavija | Vojko Lajovec |             | 1        | 21 let (18. marec 1962)     | Ljubljana, Slovenija |
|          | Socialistična federativna republika Jugoslavija | Darko Prusnik |             | 1        | 27 let (7. marec 1956)      | Ljubljana, Slovenija |
|          | Socialistična federativna republika Jugoslavija | Andrej Vidmar |             | ?        | 28 let (15. marec 1955)     | Ljubljana, Slovenija |
|          | Socialistična federativna republika Jugoslavija | Bojan Zajc    | desna       | 2        | 17 let (7. november 1965)   | Ljubljana, Slovenija |

| Napadalci | Napadalci                                       | Napadalci     | Napadalci | Napadalci   | Napadalci | Napadalci                   | Napadalci            |
| --------- | ----------------------------------------------- | ------------- | --------- | ----------- | --------- | --------------------------- | -------------------- |
| #         | Nar                                             | Igralec       | Položaj   | Boljša roka | Sez.      | Starost (rojstni dan)       | Kraj rojstva         |
|           | Socialistična federativna republika Jugoslavija | Zmago Berlec  | F         |             | ?         |                             | Ljubljana, Slovenija |
|           | Socialistična federativna republika Jugoslavija | Marjan Gorenc | F         | leva        | 1         | 19 let (27. februar 1964)   | Ljubljana, Slovenija |
|           | Socialistična federativna republika Jugoslavija | Gorazd Hiti   | RW        |             | ?         | 35 let (12. september 1948) | Jesenice, Slovenija  |
|           | Socialistična federativna republika Jugoslavija | Tomaž Lepša   | F         |             | ?         | 28 let (11. junij 1955)     | Ljubljana, Slovenija |
|           | Socialistična federativna republika Jugoslavija | Blaž Lomovšek | F         |             | ?         | 26 let (24. december 1956)  | Ljubljana, Slovenija |
|           | Socialistična federativna republika Jugoslavija | Jure Majnik   | F         |             | ?         |                             | Ljubljana, Slovenija |
|           | Socialistična federativna republika Jugoslavija | Tomaž Pavlin  | F         |             | ?         |                             | Ljubljana, Slovenija |
|           | Socialistična federativna republika Jugoslavija | Matjaž Sekelj | F         |             | ?         | 22 let (9. december 1960)   | Ljubljana, Slovenija |

## Tekmovanja

### Jugoslovanska liga
Uvrstitev: 1. mesto

#### Prvi del
| Mesto | Klub                | OT | DG  | PG  | Točke |
| ----- | ------------------- | -- | --- | --- | ----- |
| 1.    | HK Jesenice         | 14 | 181 | 30  | 26    |
| 2.    | HK Olimpija         | 14 | 147 | 28  | 26    |
| 3.    | KHL Medveščak       | 14 | 88  | 56  | 18    |
| 4.    | HK Crvena Zvezda    | 14 | 92  | 72  | 17    |
|       |                     |    |     |     |       |
| 5.    | HK Kranjska Gora    | 14 | 57  | 79  | 10    |
| 6.    | HK Cinkarna Celje   | 14 | 75  | 72  | 9     |
| 7.    | HK Partizan Beograd | 14 | 43  | 96  | 6     |
| 8.    | HK Spartak Subotica | 14 | 29  | 270 | 0     |

#### Drugi del
| Mesto | Klub             | OT | DG | PG | Točke |
| ----- | ---------------- | -- | -- | -- | ----- |
| 1.    | HK Jesenice      |    |    |    | 16    |
| 2.    | HK Olimpija      |    |    |    | 9     |
| 3.    | HK Crvena Zvezda |    |    |    | 5     |
| 4.    | KHL Medveščak    |    |    |    | 4     |

#### Finale
Igralo se je na tri zmage po sistemu 1-1-1-1-1, * - po kazenskih strelih.
|  | HK Acroni Jesenice | 4:6* | HK Olimpija | Dvorana Podmežakla, Jesenice |

| Poročilo tekme | Poročilo tekme | Poročilo tekme | Poročilo tekme | Poročilo tekme |
| -------------- | -------------- | -------------- | -------------- | -------------- |
|                |                |                |                |                |

|  | HK Olimpija | 7:2 | HK Acroni Jesenice | Hala Tivoli, Ljubljana |

| Poročilo tekme | Poročilo tekme | Poročilo tekme | Poročilo tekme | Poročilo tekme |
| -------------- | -------------- | -------------- | -------------- | -------------- |
|                |                |                |                |                |

|  | HK Acroni Jesenice | 2:0 | HK Olimpija | Dvorana Podmežakla, Jesenice |

| Poročilo tekme | Poročilo tekme | Poročilo tekme | Poročilo tekme | Poročilo tekme |
| -------------- | -------------- | -------------- | -------------- | -------------- |
|                |                |                |                |                |

|  | HK Olimpija | 4:5 | HK Acroni Jesenice | Hala Tivoli, Ljubljana |

| Poročilo tekme | Poročilo tekme | Poročilo tekme | Poročilo tekme | Poročilo tekme |
| -------------- | -------------- | -------------- | -------------- | -------------- |
|                |                |                |                |                |

|  | HK Acroni Jesenice | 2:3 | HK Olimpija | Dvorana Podmežakla, Jesenice |

| Poročilo tekme | Poročilo tekme | Poročilo tekme | Poročilo tekme | Poročilo tekme |
| -------------- | -------------- | -------------- | -------------- | -------------- |
|                |                |                |                |                |

### Pokal evropskih prvakov
Uvrstitev: Prvi krog

#### Prvi krog
| 1. klub  | Rezultat | 2. klub               |
| -------- | -------- | --------------------- |
| EHC Biel | 4:3, 9:7 | HK Olimpija Ljubljana |